# 재미나콘
재미나콘은 1986년 2월에 출시되었던 해태제과의 아이스크림으로, 얼마 못가서 단종되었다(당시 한 개에 100원).